# آرثر أ. لينك
آرثر أ. لينك هو سياسي أمريكي، ولد في 24 مايو 1914 في ألكسندر في الولايات المتحدة، وتوفي في 1 يونيو 2010 في بيسمارك في الولايات المتحدة. نشط حزبياً في الحزب الديمقراطي. وقد انتخب حاكم شمال داكوتا ‏ (2 يناير 1973 – 6 يناير 1981) وانتخب عضو مجلس نواب داكوتا الشمالية ‏ (1965 – 1967) وانتخب عضو مجلس النواب الأمريكي (3 يناير 1971 – 2 يناير 1973).

## وصلات خارجية
- الموقع الرسمي